# Serafín Pišček
Serafín Pišček OFM (1713–?), též Píšček nebo dle soudobé ortografie Pisschek byl slovenský františkán a kazatel moravského původu. Narodil se v roce 1713 v Kroměříži, kde se zřejmě seznámil i se zde působícími františkány. Své prvotní kroky k zasvěcenému životu snad procházel s vrstevníkem Edmundem Paschou pocházejícím rovněž z Kroměříže. Oba vstoupili do řehole v témže roce 1731. V letech 1744 až 1745 působil v žilinském klášteře, kde byl ředitelem Bratstva svätej Barbory a Bratstva svätého Františka. Byl zřejmě dobrým řečníkem a kazatelem. Jeho pohřební řeč, kterou pronesl při poslední cestě hraběnky Francisky Nyáry de Bedegh et Berencs (1723–1760), byla vydána tiskem v Trnavě v roce 1760 pod názvem Žalost vpokojená.